# Partículas interferentes defeituosas

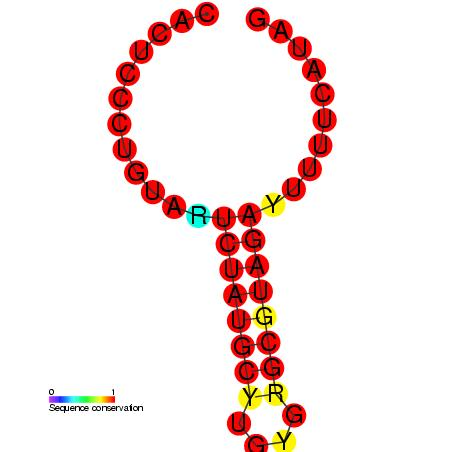
Estrutura secundária prevista do elemento de replicação de ação cis do Coronavirus SL-III, uma estrutura genômica necessária para a replicação do RNA de BCoV DI

Partículas interferentes defeituosas (PIDs), também conhecidas como vírus interferentes defeituosos, são mutantes de vírus gerados espontaneamente nos quais uma porção crítica do genoma da partícula foi perdida devido à replicação defeituosa ou recombinação não homóloga .   Presume-se que o mecanismo de sua formação seja resultado da troca de moldes durante a replicação do genoma viral, embora mecanismos não replicativos envolvendo a ligação direta de fragmentos de RNA genômicos também tenham sido propostas.   As partículas interferentes defeituosas são derivadas e associadas ao seu vírus parental, e as partículas são classificadas como PIDs se forem tornadas não infecciosas devido à perda ou dano grave de pelo menos um gene essencial do vírus como resultado da defecção.  Uma partícula interferentes defeituosas geralmente ainda pode penetrar nas células hospedeiras, mas requer outra partícula de vírus totalmente funcional (o vírus 'auxiliar') para co-infectar uma célula com ela, a fim de fornecer os fatores perdidos.  
As partículas interferentes defeituosas foram observadas pela primeira vez na década de 1950 por Von Magnus e Schlesinger, ambos trabalhando com vírus da gripe.  No entanto, a evidência direta de PIDs só foi encontrada na década de 1960 por Hackett que notou a presença de partículas 'atarracadas' do vírus da estomatite vesicular em micrografias eletrônicas  e a formalização da terminologia de partículas interferentes defeituosas PIDs foi em 1970 por Huang e Baltimore.  PIDs podem ocorrer em quase todas as classes de vírus de DNA e RNA, tanto em ambientes clínicos quanto laboratoriais, incluindo poliovírus, coronavírus SARS, sarampo, alfavírus, vírus sincicial respiratório e vírus influenza .        

## Deserção
Partículas interferentes defeituosas (PIDs) são um fenômeno natural que pode ser recriado em condições experimentais no laboratório e também pode ser sintetizado para uso experimental. Eles são produzidos espontaneamente por replicação viral propensa a erros, algo particularmente prevalente em vírus de RNA sobre vírus de DNA devido à enzima usada (replicase ou RNA polimerase dependente de RNA)   Os genomas de interferentes defeituosas normalmente retêm as sequências terminais necessárias para o reconhecimento pelas polimerases virais e as sequências para o empacotamento de seu genoma em novas partículas, mas pouco mais.   O tamanho do evento de deleção genômica pode variar muito, com um exemplo em um PIDs derivado do vírus da raiva exibindo uma deleção de 6,1 kb.  Em outro exemplo, o tamanho de vários genomas de vírus de plantas Interferentes Defeituosas/DNA variou de um décimo do tamanho do genoma original a metade. 

## Interferência
As partículas são consideradas interferentes quando afetam a função do vírus parental através da inibição competitiva  durante a coinfecção. Em outras palavras, vírus defeituosos e não defeituosos se replicam simultaneamente, mas quando as partículas defeituosas aumentam, a quantidade de vírus não defeituosos replicados diminui. A extensão da interferência depende do tipo e tamanho da defecção no genoma; grandes deleções de dados genômicos permitem a rápida replicação do genoma defeituoso.  Durante a coinfecção de uma célula hospedeira, uma razão crítica será eventualmente alcançada em que mais fatores virais estão sendo usados para produzir as PIDs não infecciosas do que partículas infecciosas.  Partículas defeituosas e genomas defeituosos também demonstraram estimular as respostas imunes inatas do hospedeiro e sua presença durante uma infecção viral se correlaciona com a força da resposta antiviral.  No entanto, em alguns vírus, como o SARS-CoV-2, o efeito da inibição competitiva por partículas interferentes reduz as respostas imunes inatas mediadas por vírus e a inflamação produzindo um efeito terapêutico. 
Essa natureza interferente está se tornando cada vez mais importante para pesquisas sobre terapias virais.   Pensa-se que, devido à sua especificidade, as PIDs serão direcionados para os locais de infecção. Em um exemplo, os cientistas usaram PIDs para criar "vírus protetores", que atenuaram a patogenicidade de uma infecção por influenza A em camundongos, induzindo uma resposta de interferon, a um ponto que não era mais letal.  Para SARS-CoV-2, o efeito de interferência foi usado para gerar partículas de interferência terapêutica (TIPs) que reduziram a patogênese e protegeram os hamsters de doenças graves. 

## Patogênese
Partículas interferentes defeituosas (PIDs) demonstraram desempenhar um papel na patogênese de certos vírus. Um estudo demonstra a relação entre um patógeno e sua variante defeituosa, mostrando como a regulação da produção de interferentes defeituosas permitiu que o vírus atenuasse sua própria replicação infecciosa, diminuindo a carga viral e, assim, aumentando sua eficiência parasitária, evitando que o hospedeiro morresse muito rápido.  Isso também fornece ao vírus mais tempo para se espalhar e infectar novos hospedeiros. A geração de PIDs é regulada dentro de vírus: o elemento de replicação de ação cis Coronavirus SL-III (mostrado na imagem) é uma estrutura genômica de ordem superior implicada na mediação da produção de PIDs em coronavírus bovino, com homólogos aparentes detectados em outros grupos de coronavírus .  Uma introdução mais aprofundada pode ser encontrada no trabalho de Alice Huang e David Baltimore de 1970. 

## Tipos de genomas de RNA defeituosos
1. As deserções de deleções ocorrem quando um fragmento do modelo é ignorado. Exemplos deste tipo de defecção podem ser encontrados no vírus da murcha do tomateiro e no vírus Flock House. [33] [22]
2. As deserções de snapbacks ocorrem quando a replicase transcreve parte de uma fita e usa essa nova fita como modelo. O resultado disso pode produzir um grampo de cabelo. Defecções de snapback foram observadas no vírus da estomatite vesicular . [34]
3. As deserções de enclave são quando a polimerase carrega uma fita parcialmente feita e depois volta para transcrever a extremidade 5', formando a forma de enclave. As defecções de enclave são encontradas em vírus da gripe. [35]
4. As deserções compostas ocorrem quando uma exclusão e uma deserção de snapback acontecem juntas.
5. Genoma em mosaico ou interferentes defeituosos complexos, em que as várias regiões podem vir do mesmo genoma do vírus auxiliar, mas na ordem errada; de diferentes segmentos do genoma auxiliar, ou pode incluir segmentos de RNA hospedeiro. Duplicações também podem ocorrer. [3]

## Pesquisar
Pesquisas foram conduzidas por virologistas para aprender mais sobre a interferência na infecção de células hospedeiras e como os genomas de DI poderiam funcionar como agentes antivirais imunoestimuladores .  Outro ramo de pesquisa buscou o conceito de engenharia de DIPs em partículas de interferência terapêutica antiviral (TIPs),  um conceito puramente teórico até recentemente.  Um artigo de 2014 descreve o trabalho pré-clínico para testar a eficácia imunoestimuladora de um PIDs contra os vírus da gripe induzindo as respostas imunes antivirais inatas (ou seja, interferon).  Trabalhos subsequentes testaram a eficácia pré-clínica de terapia usando PIDs contra o HIV  e SARS-CoV-2 .  Descobriu-se também que os DI-RNAs auxiliam pela primeira vez na infecção de fungos através de vírus da família Partitiviridae, o que abre espaço para um trabalho mais interdisciplinar. 
Várias ferramentas como viremia  e genomas de interferente viral defectivo  foram desenvolvidas para ajudar a detectar genomas virais defeituosos em dados de sequenciamento de próxima geração e abordagens de alto rendimento, como sequenciamento de biblioteca de exclusão aleatória (RanDeL-Seq),  permitem o mapeamento racional dos elementos genéticos virais que são necessários para a propagação de partículas interferente defectitvo.  